# 保罗·萨尔维
保罗·萨尔维（義大利語：Paolo Salvi，1891年11月22日—1945年1月12日），意大利男子体操运动员。他曾获得1912年和1920年夏季奥运会体操比赛男子团体全能金牌。他于1945年在毛特豪森-古森集中營中去世。